# Grandvoir
Grandvoir (en való Granvwar) és un antic municipi de Bèlgica a la província de Luxemburg, regat pel Rau de Grandvoir, un afluent del Vierre que desquassa al Semois.
De 1823 a 1903 pertanyia al municipi de Tournay, que l'1 de gener de 1977 va fusionà al seu torn amb la ciutat de Neufchâteau. És un municipi rural d'una densitat de població feble, estimat a uns 20 habitants per quilòmetre quadrat.

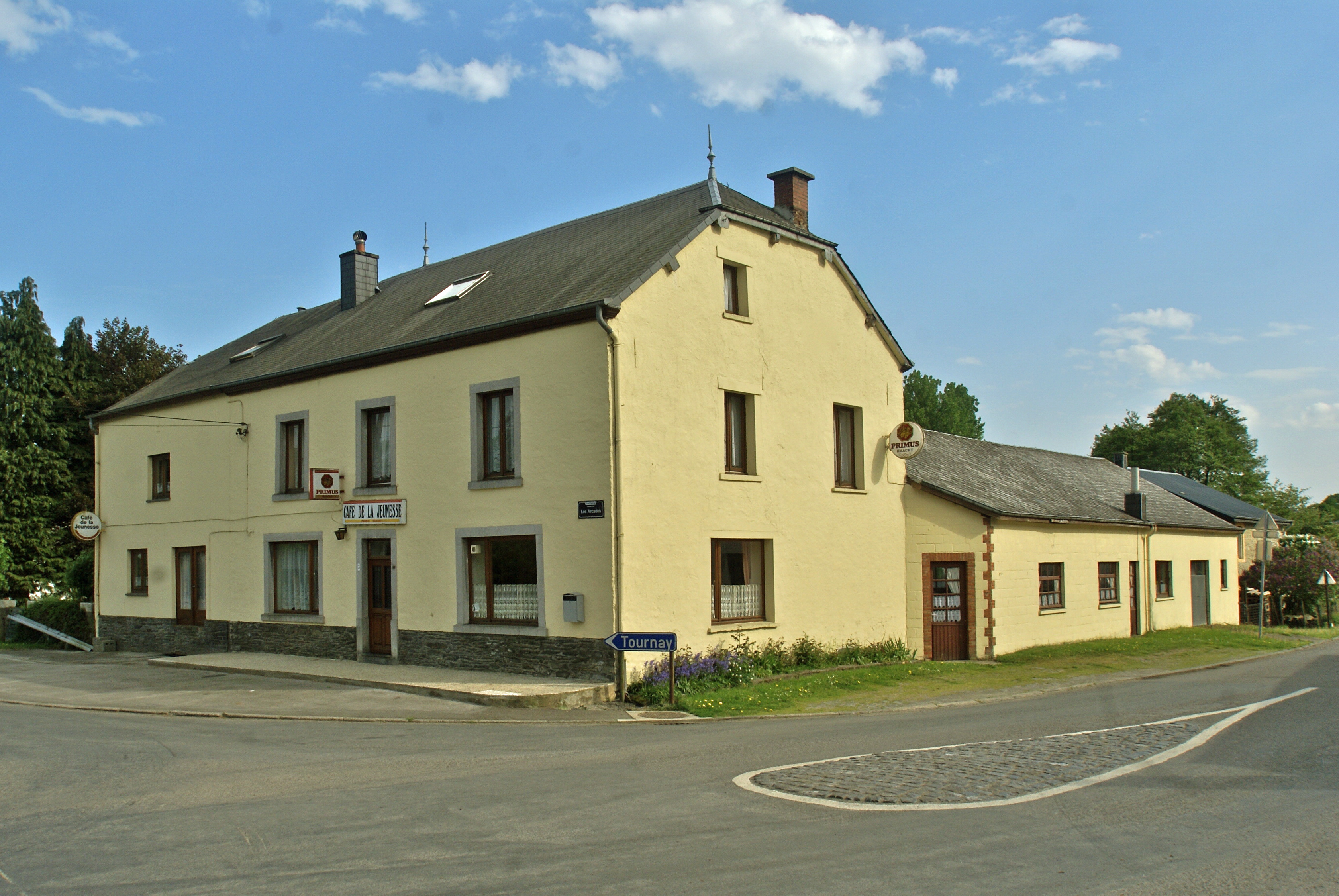
Café de la Jeunesse
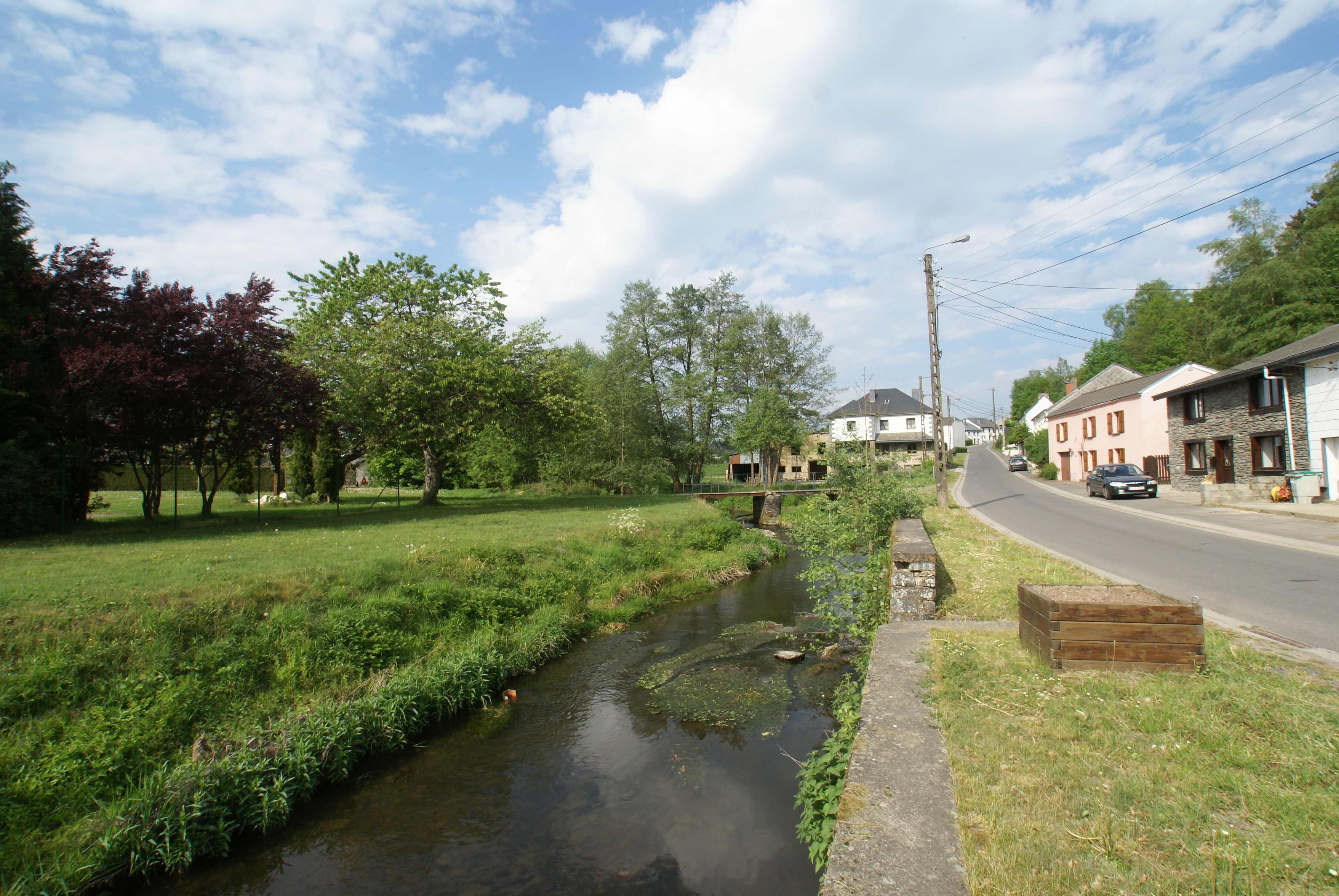
Pont per a vianants al Rau de Grandvoir
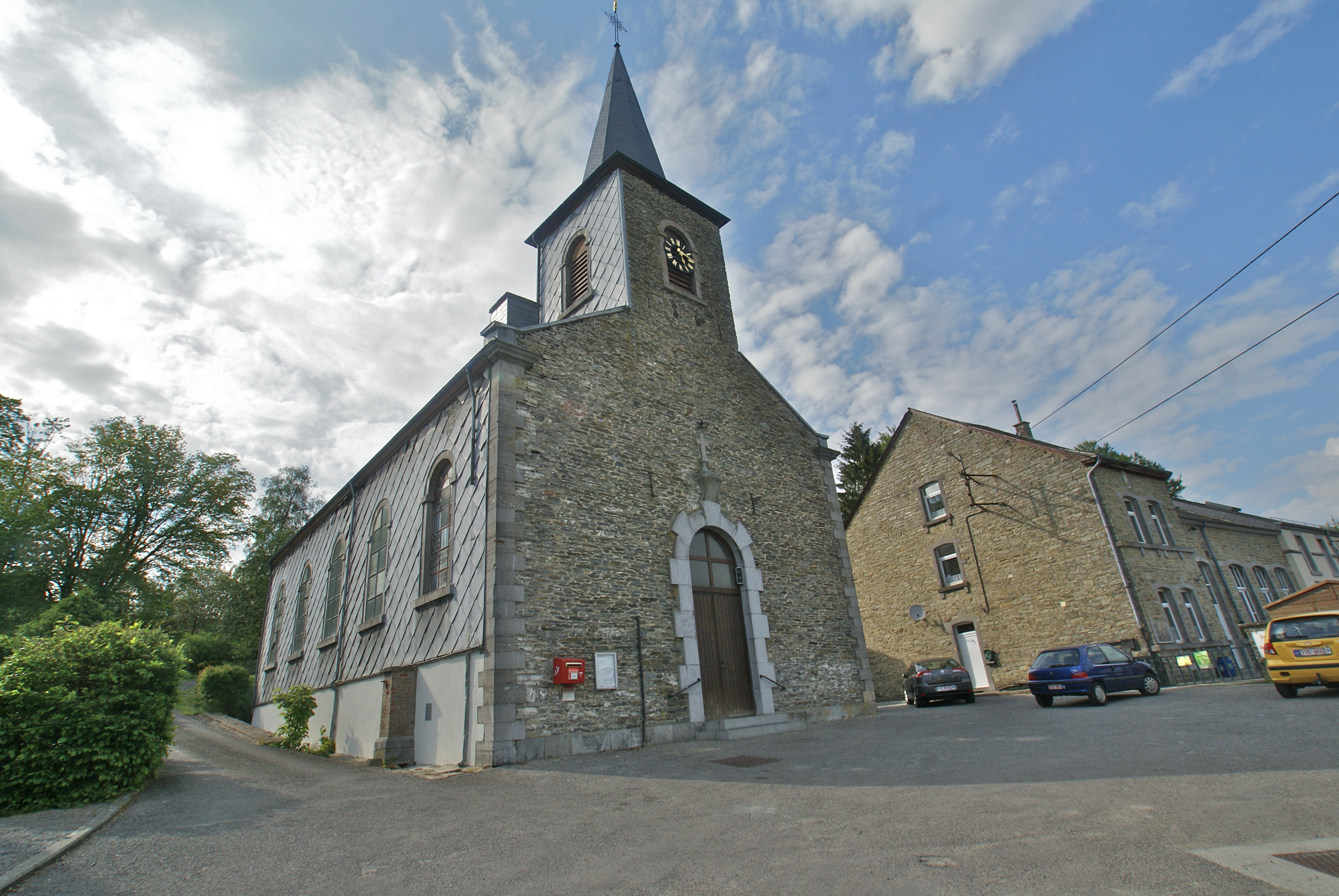
Església de Donacià de Reims
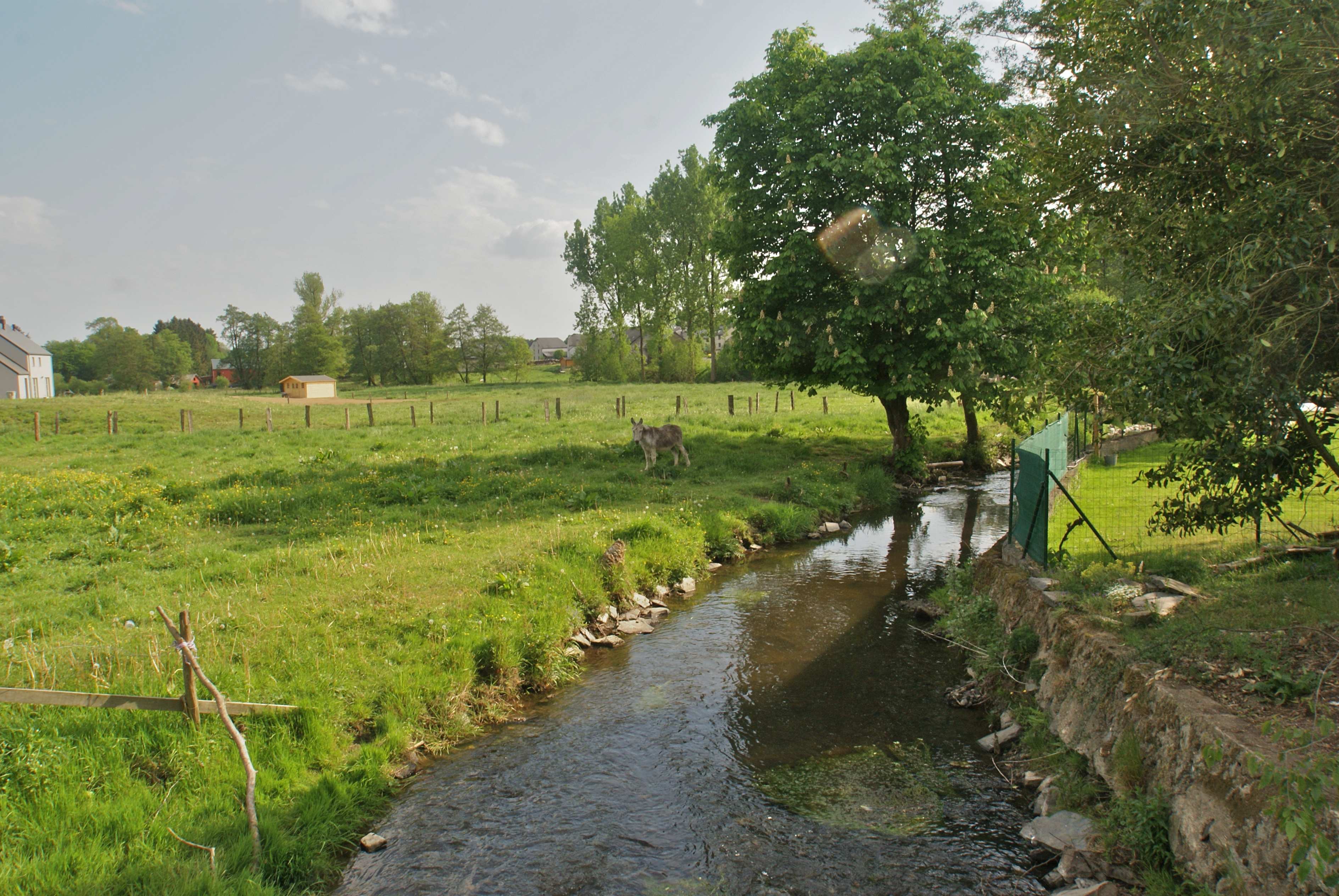
El rau de Grandvoir i un ase

## Llocs d'interès
- El molí
- El safareig a la riba del Rau de Grandvoir
- El castell

 A Wikimedia Commons hi ha contingut multimèdia relatiu a: Grandvoir